# بول سين توا
بول سين توا (بالإنجليزية: Paul Sein Twa)‏ هو ناشط في مجال البيئة من كارين - ميانمار. فاز بول بجائزة جولدمان البيئية لعام 2020.    
في عام 2018 ، شارك بول في تأسيس منتزه سالوين للسلام Salween Peace Park.     وكان بول هو نائب الرئيس في لمجلس آسيا Asia Council،  وهو منظمة لعموم قارة آسيا تأسست في عام 2016 لتكون بمثابة منتدى على مستوى القارة للتصدي للتحديات الرئيسية في آسيا وتعزيز التعاون بين دول آسيا. يقع المقر الرئيسي للمجلس في طوكيو ووهناك مقار الإقليمية في الدوحة وتشنغدو وبانكوك.

## روابط خارجية
- بول سين توا ، جائزة جولدمان البيئية لعام 2020 ، ميانمار